# Bataille de Sulci
Première guerre punique
Batailles
- Messine
- Agrigente
- Îles Lipari
- Pointe d'Italie
- Mylae
- Sulci
- Tyndaris
- Cap Ecnome
- Adys
- Tunis
- 1re Panormus
- 2e Panormus
- Lilybée
- Drépane
- Phintias
- Drépane
- Mont Héricté
- 1re Mont Eryx
- 2e Mont Eryx
- Îles Égades

La bataille de Sulci de 258 av. J.-C. est une bataille navale opposant les flottes de Carthage et celles de la République romaine durant la première guerre punique, près de la ville de Sulci en Sardaigne.
Cette victoire romaine du consul Gaius Sulpicius Paterculus marque la fin de la domination punique en Sardaigne, à exception de la forteresse d’Olbia au nord de l’île. Les deux belligérants engagent environ une centaine de bateaux chacun. Les Romains profitent de la brume pour surprendre la flotte punique, qui après avoir subi quelques pertes, réussit à se réfugier dans le port. Les Romains avancent dans la brume et attendent que les équipages ennemis débarquent, pour attaquer les navires amarrés. Les Carthaginois perdent une quarantaine de navires dans la rencontre.
L'amiral carthaginois vaincu, Hannibal Gisco, est crucifié par ses propres soldats. À l'automne, les Romains sont battus et chassés d’Olbia par le carthaginois Hannon (probablement le fis d'Hannibal).

## Sources
- (en) Cet article est partiellement ou en totalité issu de l’article de Wikipédia en anglais intitulé « Battle of Sulci » (voir la liste des auteurs).